# 1924年爱沙尼亚未遂政变
1924年爱沙尼亚未遂政变是一场由共产国际发动的未遂政变，当年12月1日在扬·安维尔特的领导下279由苏联渗透进入爱沙尼亚的武装分子发动政变，遭由约翰·拉伊多内指挥的爱沙尼亚政府军平定，125人被击毙，另有500人被逮捕。1940年苏联入侵爱沙尼亚，苏联统治期间，此次政变被称为1924年12月1日塔林起义。